# Docker
 (janvier 2025).
Pour les articles homonymes, voir Docker (homonymie).

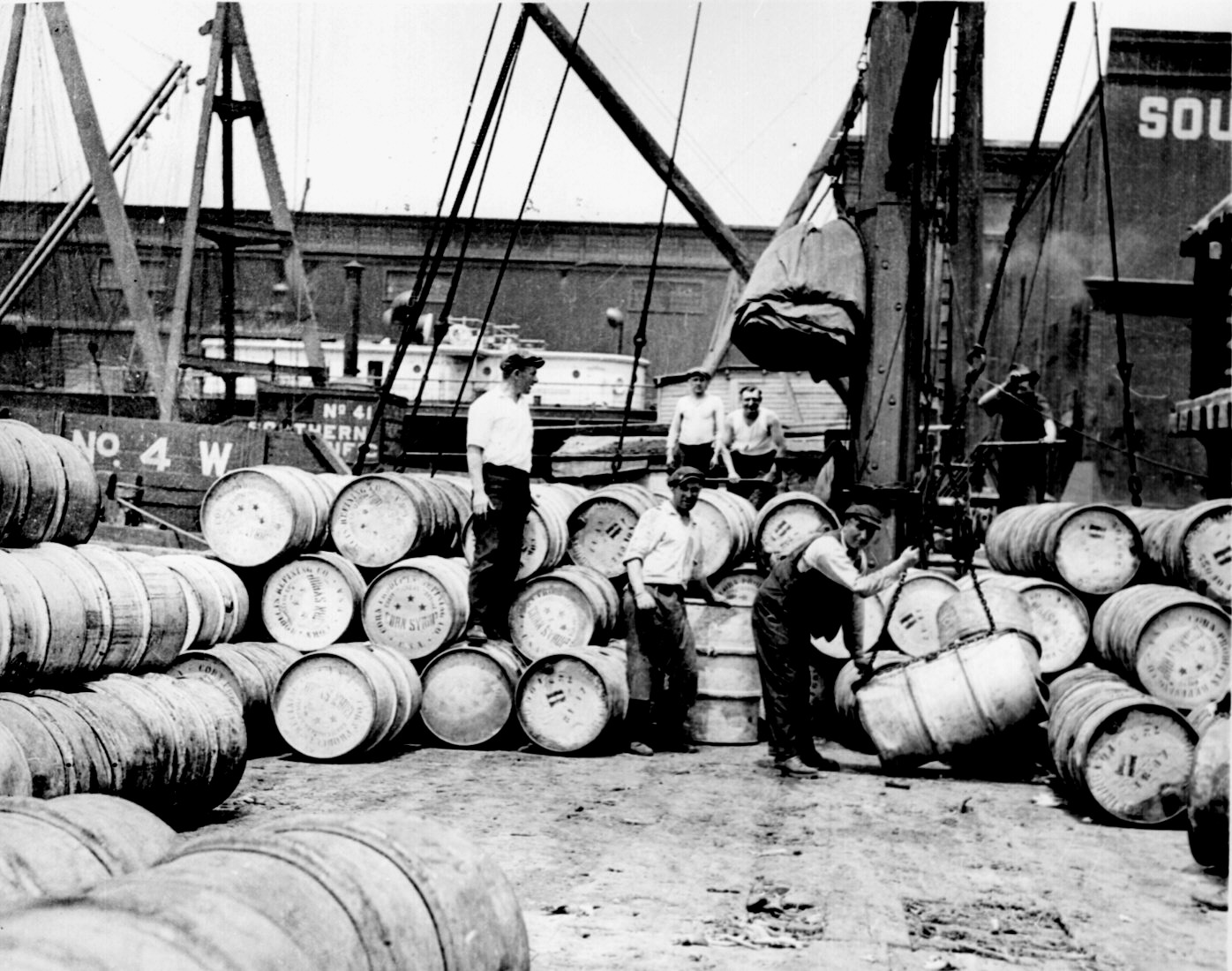
Dockers dans le port de New York vers 1912

Un docker (/dɔ.kɛʁ/) ou débardeur est un ouvrier portuaire, travaillant dans les docks, employé au chargement et déchargement des navires arrivant ou quittant le port.

## Appellations
Il existe différents noms communs pour désigner la profession qui exerce cette activité selon les régions du monde.
Le mot débardeur attesté dès le XVIe siècle en français classique, est probablement formé du préfixe dé- et de la racine bard (dont l'étymologie reste controversée) : bard désignant depuis l'ancien français (XIIe siècle) une « sorte de brancard à claire-voie utilisé pour le transport de fardeaux ». Littéralement, le débardeur est l'ouvrier portuaire qui procède au débardage (ou débarde), c'est-à-dire qui décharge à quai toutes sortes de marchandises.
Le mot docker, contraction de l'anglais dockworker (littéralement, « ouvrier du quai »), est attesté pour la première fois en français à la fin du XIXe siècle et s'est peu à peu répandu dans la majorité des ports du monde au cours du XXe siècle avec la mondialisation des échanges et la suprématie économique du monde anglo-saxon. Toutefois, le terme débardeur, moins usité de nos jours en Europe, s'est maintenu plus largement au Canada francophone,.

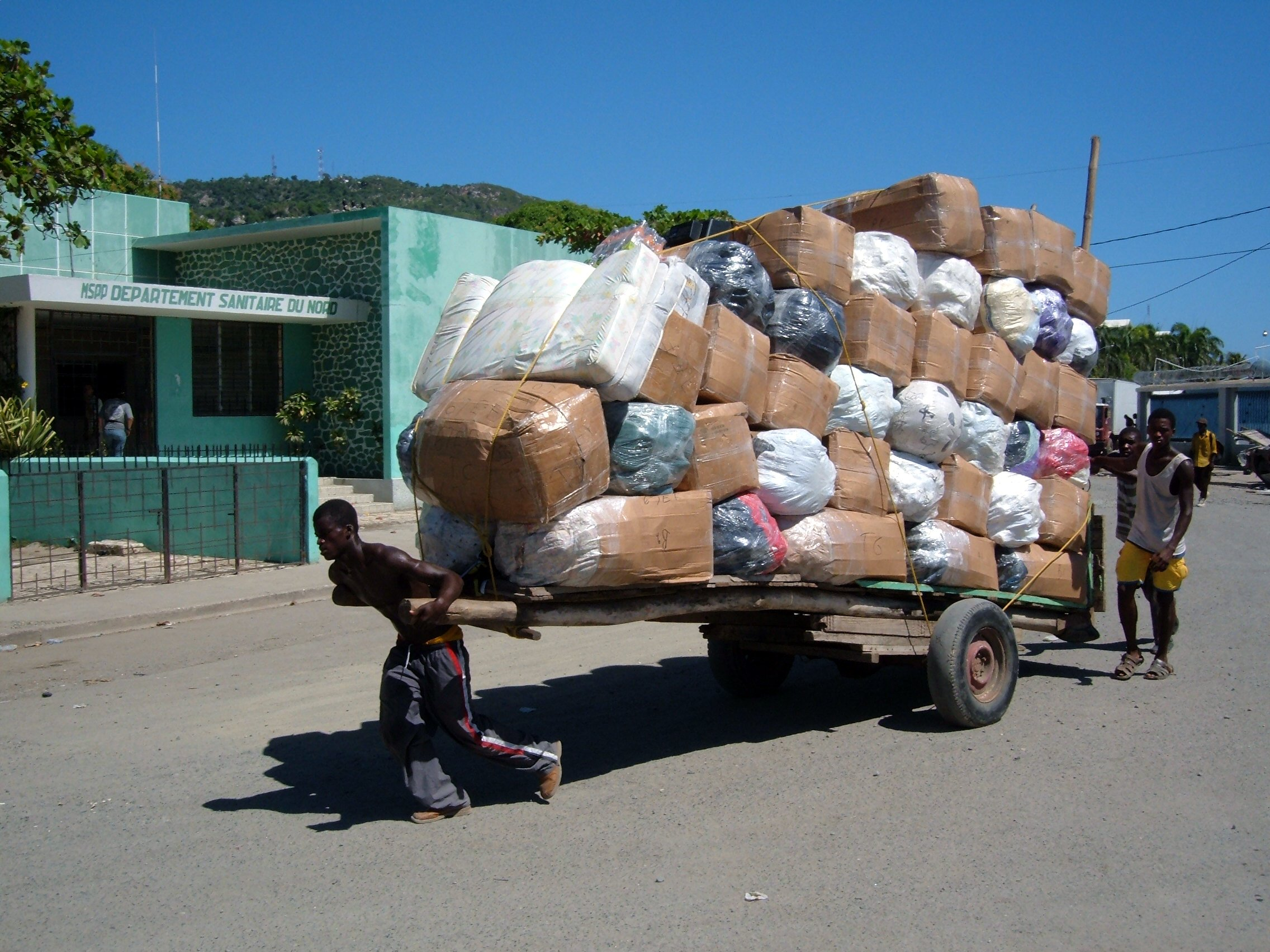
Débardeurs au port de Cap-Haïtien : le transport avec peu de moyens mécaniques est encore pratiqué dans les pays en développement.

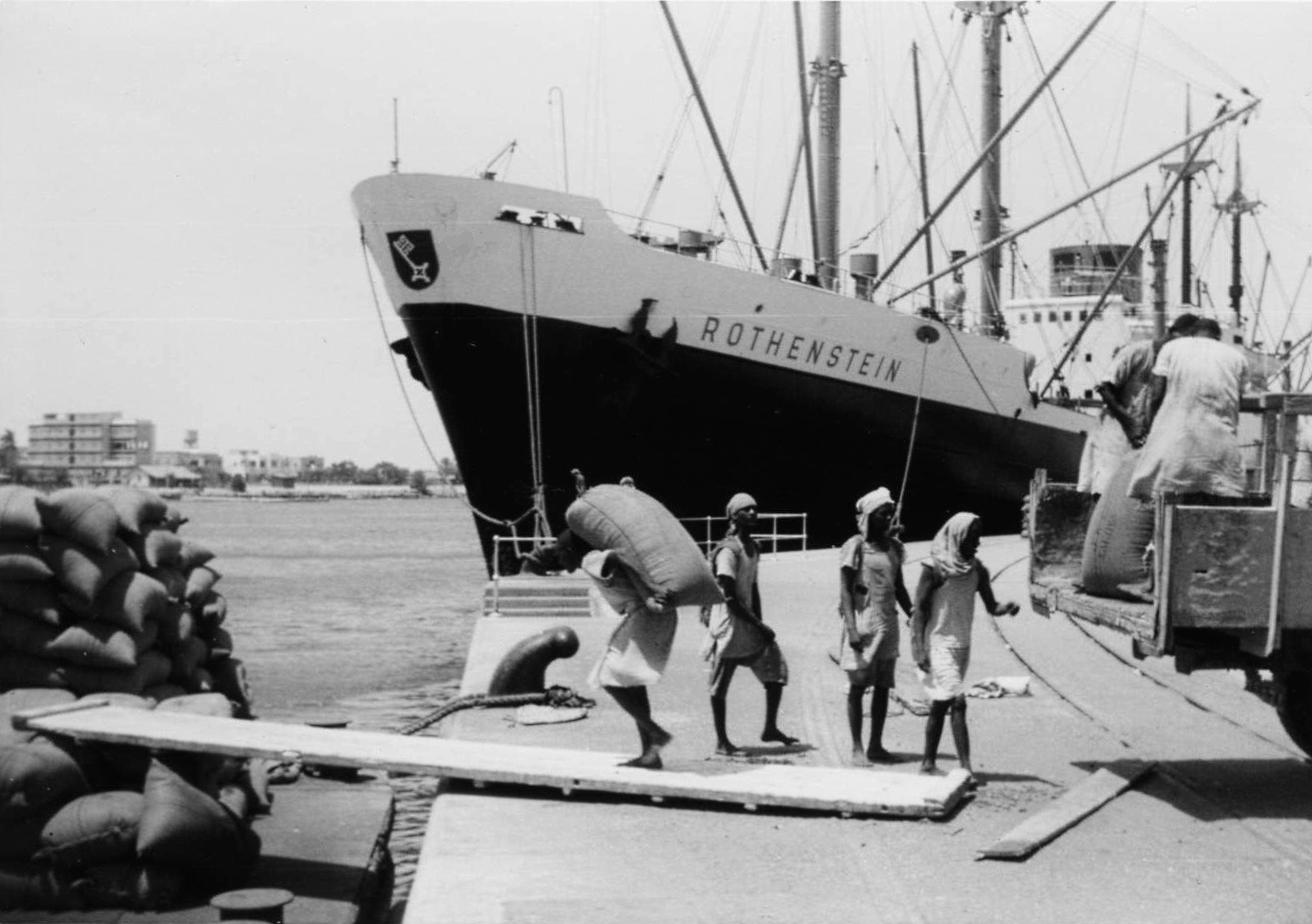
Dockers chargement de la cargaison en sac - MV Rothstein, Port-Soudan en 1960

À Marseille entre autres, le terme de portefaix était utilisé pour désigner la corporation qui œuvrait sur le Vieux Port pendant la marine à voile qui n'avait pas seulement un rôle de déchargement ou de chargement de la marchandise mais aussi une spécialisation dans la connaissance de la qualité du produit manipulé, les portefaix  représentaient aussi les intérêts du négociant « Maitre Portefaix » et avaient aussi le rôle d'acheminer la marchandises dans les magasins..
Le terme aconier, parfois écrit acconier (ou l'anglicisme stevedore), recouvre des notions proches mais néanmoins différentes d'un point de vue juridique. De fait, l'aconier est l'entrepreneur dont le métier consiste à préparer matériellement et juridiquement les opérations de réception, de déplacement et d’entreposage de marchandises transportées par voie maritime et est donc l'employeur des débardeurs[réf. souhaitée].

## Histoire
Les dockers ont souvent donné l'image de « gros bras », puisque par le passé la majorité des marchandises étaient transportés dans des sacs, à dos d'homme. Seules les marchandises très volumineuses, ou en vrac, étaient chargées par des grues. Les dockers empruntaient la coupée pour monter à bord du navire et déchargeaient leur cargaison des cales.
Depuis deux siècles, le métier de docker se résume, à grands traits, dans la succession du travail organisé et contrôlée sous quelque forme que ce soit, et d'une période de chômage. En effet, tributaire des fluctuations imprévisibles de la météorologie et du commerce inhérentes à la navigation maritime, la manutention en exagère les caprices. Les effectifs ouvriers enregistrent la respiration saccadée que rythme l’alternance de périodes d’activité  réduite, et de temps de « presse » où chaque heure gagnée sur une immobilisation onéreuse se négocie au prix fort. Par suite, la bonne marche d’un port exige que les entreprises puissent  aisément trouver la main d’œuvre d’appoint indispensable au prompt chargement ou déchargement des marchandises.[réf. souhaitée]. L’intermittence n’a pas d’autre cause, et il est plus d’une manière, toutefois, de la gérer[pas clair]
Après la 2e guerre mondiale, une loi est votée, le 6 septembre 1947, qui crée un statut pour les dockers. Elle dote donc l’intermittence, inhérente au métier, d’un statut qui assure une régularité au salaire par l’indemnisation des périodes de chômage. Le texte reconnaît en effet, la « normalité » du chômage  portuaire, mais prévoit d’en circonscrire l’aire et d’en compenser les conséquences sociales. En bref, cette loi dissocie l’intermittence de la précarité sur les ports.
Pendant la deuxième moitié du XXe siècle, la modernisation du transport maritime a radicalement changé la profession. Les navires restent maintenant à quai une journée, voire deux, contre de nombreux jours auparavant. L'automatisation (par exemple avec les conteneurs) accélère les mouvements et a obligé les dockers à acquérir plus de compétences. Ils doivent pouvoir manœuvrer une grue ou un chariot élévateur, saisir des conteneurs, etc[réf. souhaitée].
La loi du 9 juin 1992 a modifié profondément le statut des dockers, ce qui a provoqué un grand changement dans la profession dans les vingt dernières années : les dockers, qui travaillaient en tant qu'ouvriers professionnels intermittents journaliers, sont dorénavant des ouvriers professionnels mensualisés dans une entreprise de manutention ou un groupement d'entreprises, complétés par des ouvriers dockers occasionnels en cas de grande affluence des navires. Dans la quasi-totalité des ports du monde, les ouvriers dockers ont toujours été représentés par des syndicats professionnels puissants avec un fort taux de syndicalisation[réf. souhaitée].

## Organisation de la profession
Les dockers sont en général répartis en équipes, de tailles variables suivant la taille du navire, le temps que celui-ci reste à quai, la nature de la cargaison, etc. Les dockers peuvent travailler, soit sur une journée de travail normal, soit sur des périodes de quatre, six ou huit heures d'affilée. Suivant les marées, certains navires doivent être déchargés de nuit.
Dès 1816, une mutuelle des portefaix, dirigée par 6 prieurs, réussit à prendre le contrôle des embauches au port de Marseille.

## Opérations

### Terminal roulier
Les dockers s'occupent du chargement des voitures, camions, remorques et divers véhicules à bord des rouliers et des transporteurs de véhicules. Sur ces derniers, les dockers sont répartis en différentes équipes : 
- une équipe « voitures » qui s'occupe du chargement / déchargement de véhicules légers ; elle comprend typiquement 15 à 25 chauffeurs, de six à dix accoreurs, deux dockers guidant les voitures à leur emplacement final, deux ou trois chauffeurs de fourgons ou « estafettes » ramenant les chauffeurs aux aires de stationnement.
- une équipe « poids lourds » composée d'une dizaine de chauffeurs, de quelques accoreurs et d'un guideur, ainsi que d'un chauffeur de fourgon.
- sur le quai, diverses personnes s'occupent d'ouvrir les aires de stationnement, de démarrer les voitures et de comptabiliser celles qui partent ou arrivent ; sur les ports les plus avancés, ceci est fait par la lecture d'un code-barres placé sur un autocollant sur le pare-brise.
- dans le navire, deux à trois dockers s'occupent de réguler le trafic sur les rampes, notamment dans les zones à faible visibilité, et un pointeur supervisant le plan de chargement et assurant la liaison avec l'équipage.

Le déchargement ne dure que quelques heures ; le chargement est en revanche plus long car les véhicules sont positionnés précisément, à quelques centimètres les uns des autres, afin d'optimiser l'utilisation de l'espace des ponts : les véhicules sont stockés jusque sur les rampes relevables. Pendant le positionnement, le chauffeur ne regarde que le guide, qui porte alors la responsabilité en cas de dommage : le client peut demander un dédommagement pour une simple éraflure.
Parmi les risques encourus par les dockers, la rupture d'une sangle ou le mauvais saisissage d'une chaîne est potentiellement très dangereux en raison de leur grande tension. Un autre danger important est l'endormissement d'un chauffeur pendant une rotation de nuit[réf. souhaitée].

#### Accorage
L'accorage, c'est-à-dire la fixation des véhicules, est une tâche extrêmement importante : si un véhicule se déplace durant le voyage pendant un coup de roulis, c'est le navire entier qui est en danger.
Les voitures sont accorées en utilisant quatre sangles, deux à l'avant et deux à l'arrière, reliées à un anneau de remorquage (éventuellement amovible s'il n'est pas inclus par défaut sur la voiture) : partant de l'anneau, les sangles sont reliées au pont de part et d'autre du véhicule par un crochet.
Les remorques sont posées sur des tréteaux aussi appelé "chevalet" et des béquilles, leurs roues sont immobilisées par des cales. Elles sont ensuite fixées (saisie/saisissage) par des chaînes, quatre à l'avant et deux à l'arrière (jusqu'à huit selon mer agitée). La mise en place d'une chaîne est plus compliquée que celle d'une sangle : la chaîne est d'abord reliée à un anneau ou un trèfle (trou d’ancrage au sol en forme de trèfle) sur le pont, et de l'autre à un côté de la remorque. Puis tendue à l'aide d'une brimbale appelée aussi tendeur ou *fusil (*dans le jargon, d'après la faible ressemblance avec ce dernier) et fixée en position par un crochet placé dans un maillon. Un coup de pied ferme permet de vérifier la bonne tension. Les engins plus lourds tels que les autobus ou les tracteurs peuvent nécessiter jusqu'à vingt chaînes.

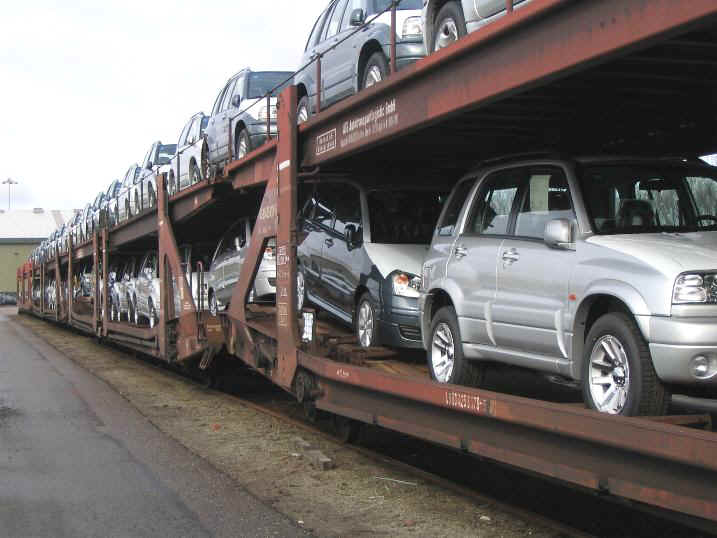
Les véhicules arrivent au port par camion ou par train.
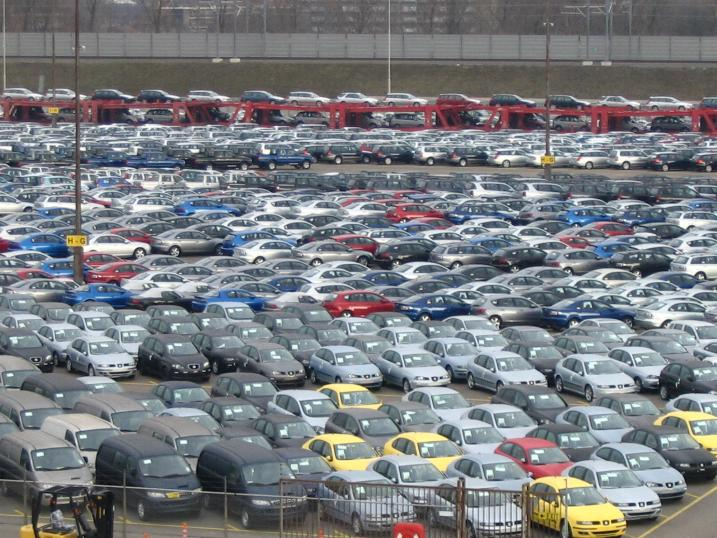
Ils sont stockés sur de grandes aires de stationnement dédiées.
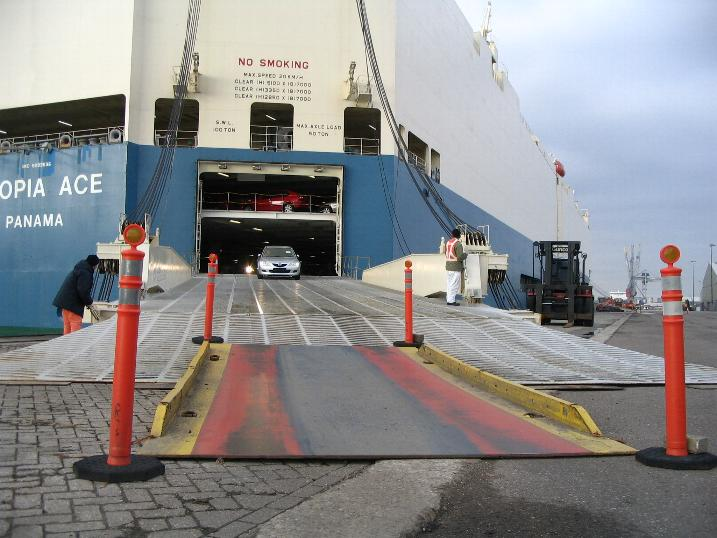
Rampe d'un transporteur de véhicules.

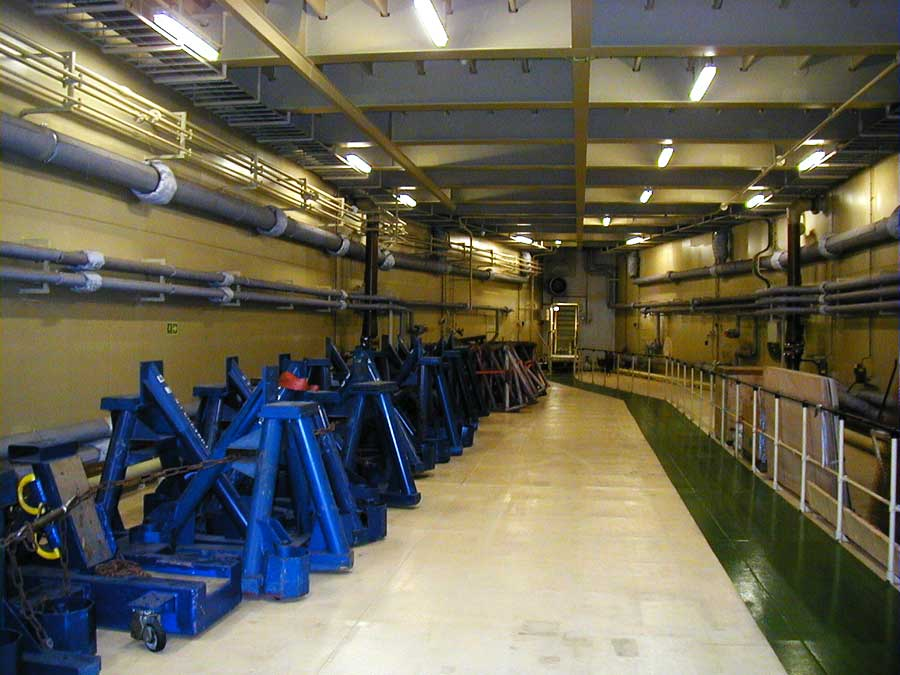
Tréteaux ou chevalet utilisés pour soutenir les remorques.
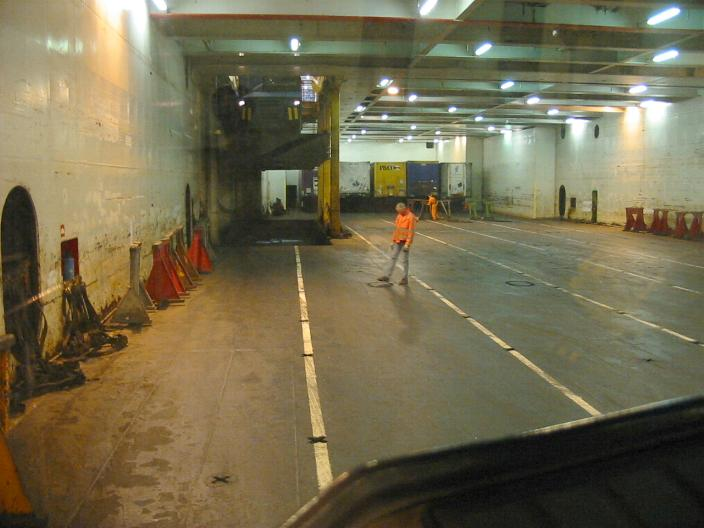
Des lignes au sol matérialisent les endroits pour garer les véhicules.
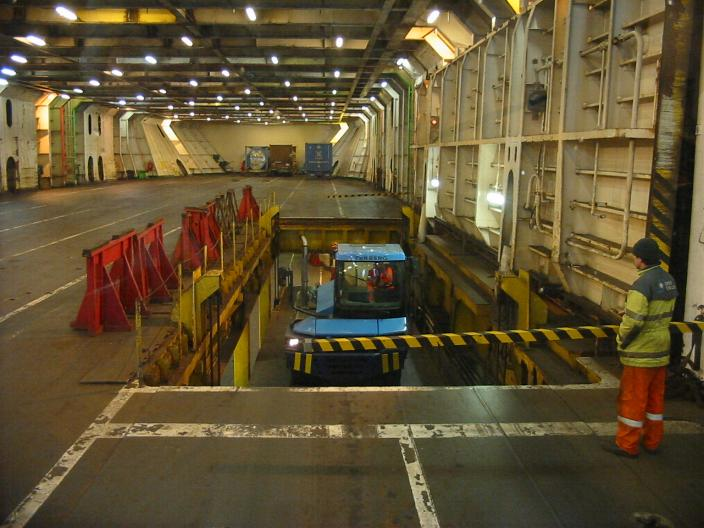
Des rampes ou des ascenseurs peuvent être utilisés pour changer de pont.

### Terminal à conteneurs

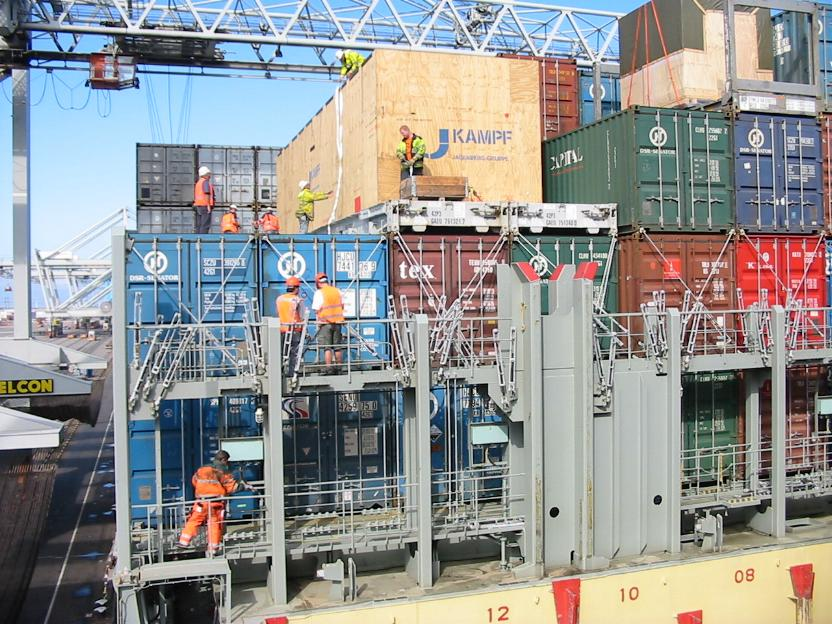
Équipe au travail sur un porte-conteneurs.

Sur un porte-conteneurs, le nombre de dockers présents dépend du nombre de grues employées (une pour les caboteurs, jusqu'à six pour les plus grands). Dans les ports modernes, des portiques de manutention sont utilisés, ce qui accélère la cadence. La séquence de chargement est la suivante : 
1. Les caliers préparent le pont du navire en ajustant les verrous tournants dans leurs logements, quatre par conteneur, et en disposant les barres et les ridoirs qui seront utilisés pour l'accorage.
2. Les caristes amènent les conteneurs depuis une aire de stockage jusque sous la grue.
3. Le grutier saisit le conteneur et le transporte jusqu'à son emplacement sur le navire. Il est guidé par un signaleur sur le pont, transmettant ses ordres par signal radio.
4. Les caliers ferment ensuite les verrous tournants, parfois en utilisant une grande barre métallique lorsqu'ils sont en contrebas, sauf s'ils sont à fermeture automatique.
5. L'accorage se fait en fixant deux barres métalliques sur chaque conteneur, des coins supérieurs au pont, diagonalement. Les barres sont raidies avec des ridoirs.
6. Les verrous tournants sont jetés sur le niveau suivant de conteneurs, puis disposés ; les caliers doivent escalader ou utiliser une échelle. Dans certains cas, ils sont transportés par une nacelle suspendue à une grue, ou utilisent les coursives du navires.

C'est le grutier qui contrôle le saisissage du palonnier au conteneur ; il arrive cependant que le décrochage se coince ; dans ce cas, un des caliers doit escalader le conteneur pour déverrouiller le palonnier.
Selon le type de conteneurs, des opérations supplémentaires sont requises, parfois accomplies par les marins, comme brancher les conteneurs réfrigérés sur le réseau du bord. L'équipe comprend également un contremaître et / ou un pointeur organisant le travail et le plan de chargement[réf. souhaitée].

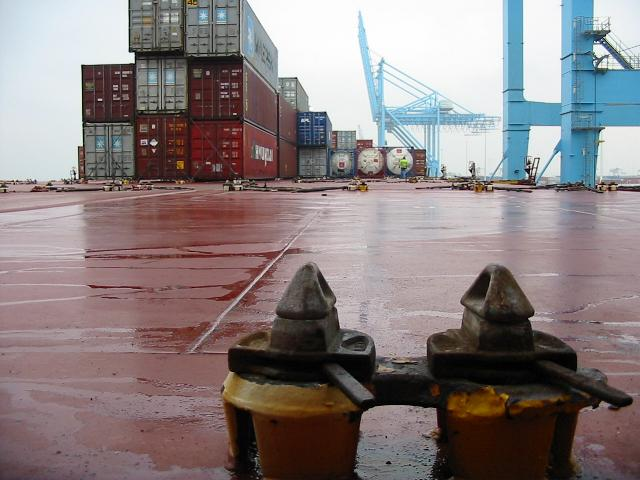
Les premiers verrous tournants sont disposés sur le pont.
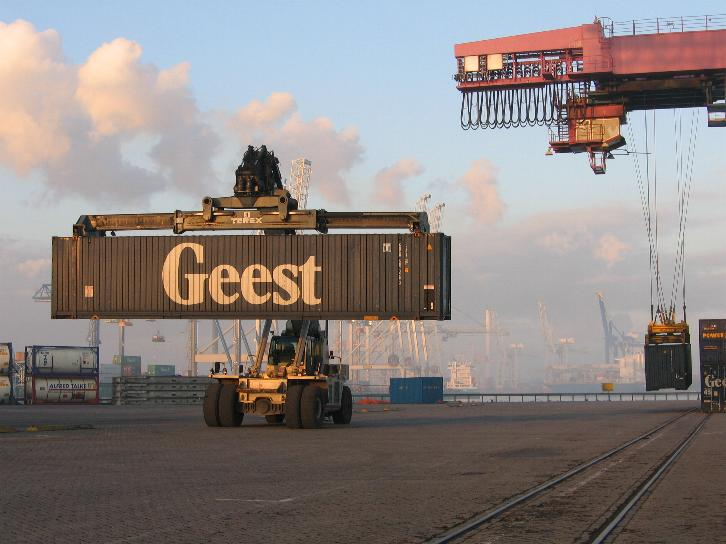
Les conteneurs sont amenés sous les grues.
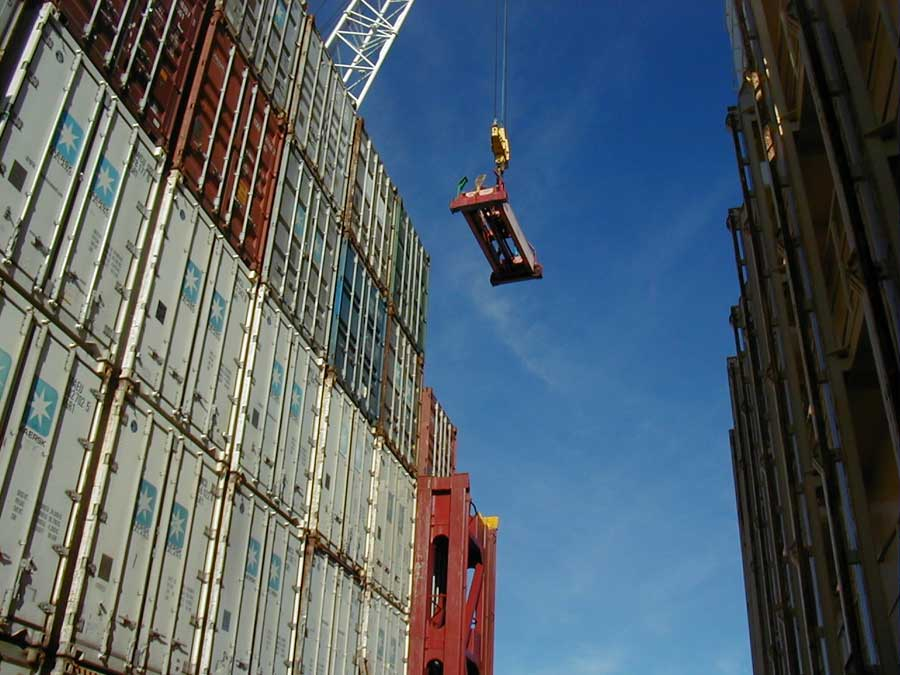
La grue dépose ensuite le conteneur sur le pont.
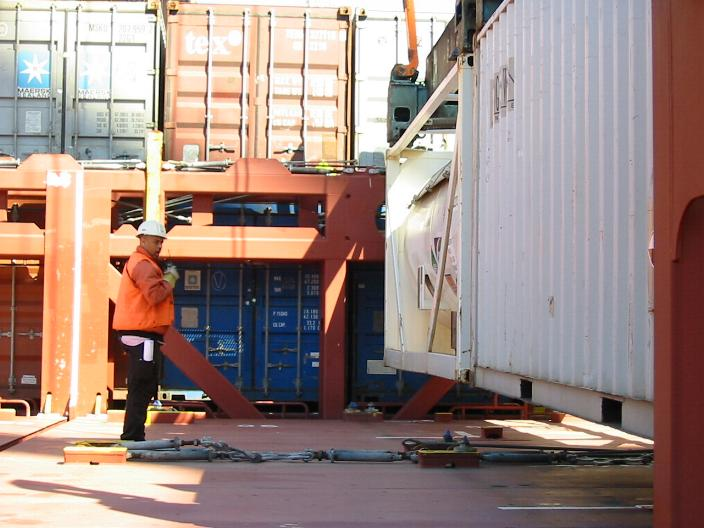
Un signaleur guide le grutier par signal radio.
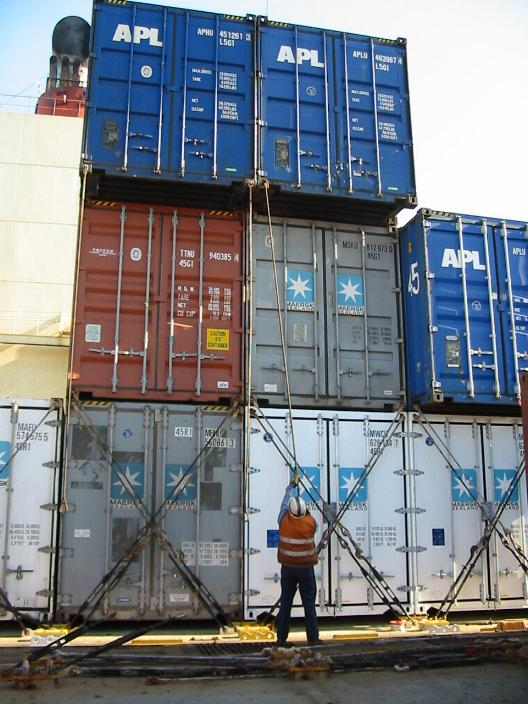
Les barres sont fixées dans les emplacements correspondants.
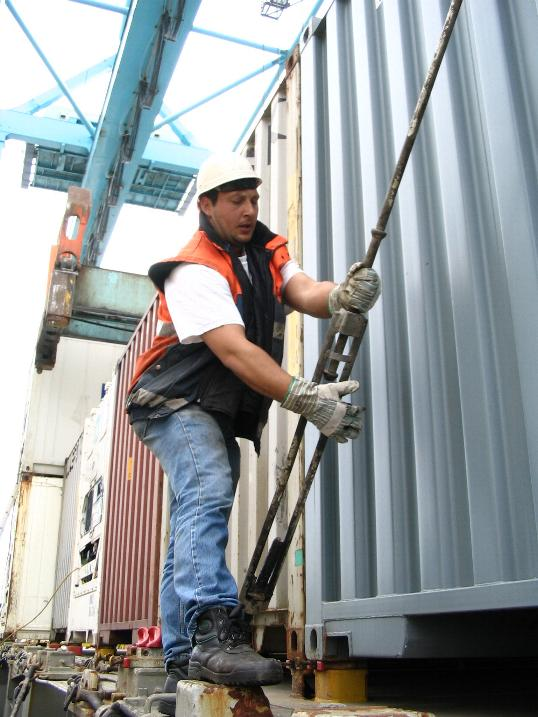
Le ridoir permet de tendre la barre.
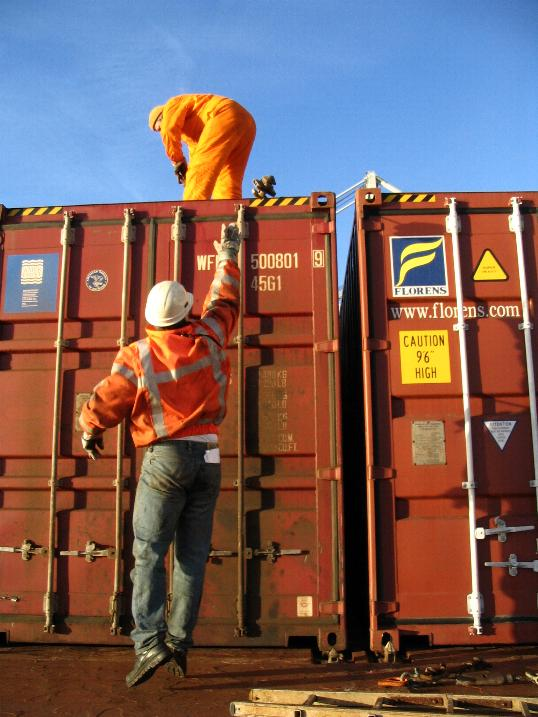
Les verrous tournants sont lancés sur le niveau supérieur.
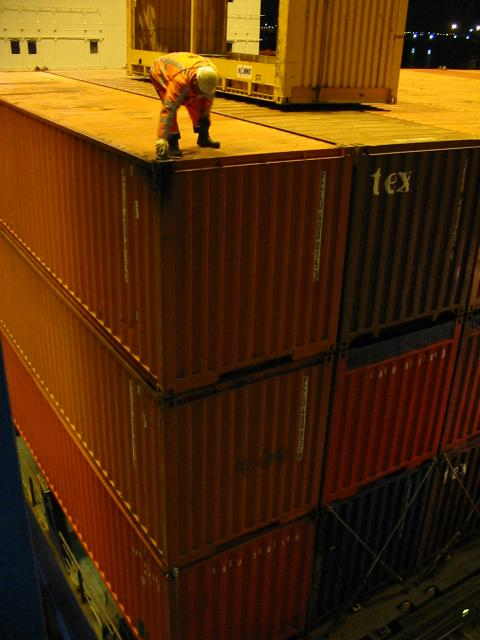
Le travail se poursuit jusque sur plusieurs niveaux.

### Port au vrac
Déchargement du Zaira à Rotterdam.

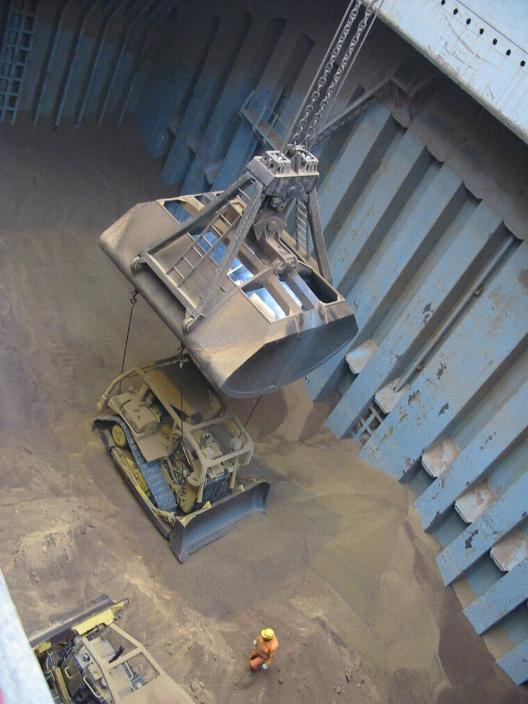
Chargement d'un chouleur avant de commencer.
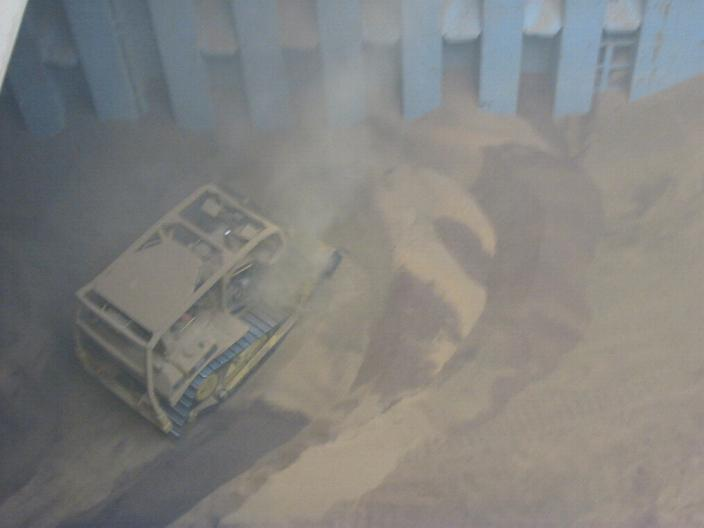
Le chouleur entre en action pour amener la cargaison au centre...
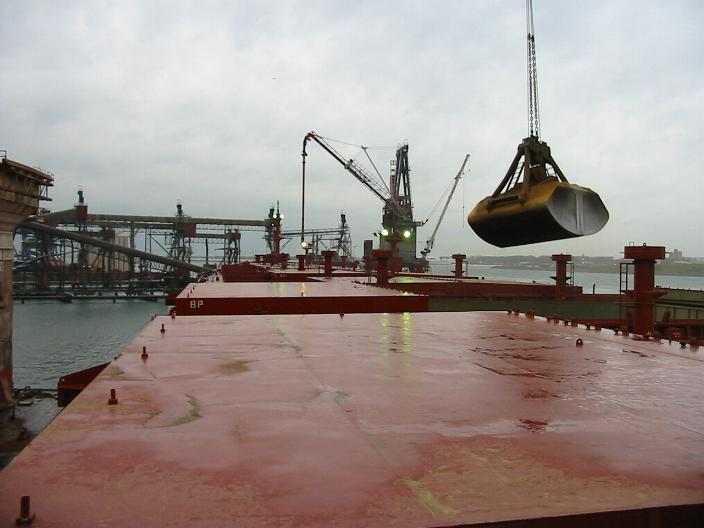
... pendant que la benne, descendue par un portique, saisit son chargement...
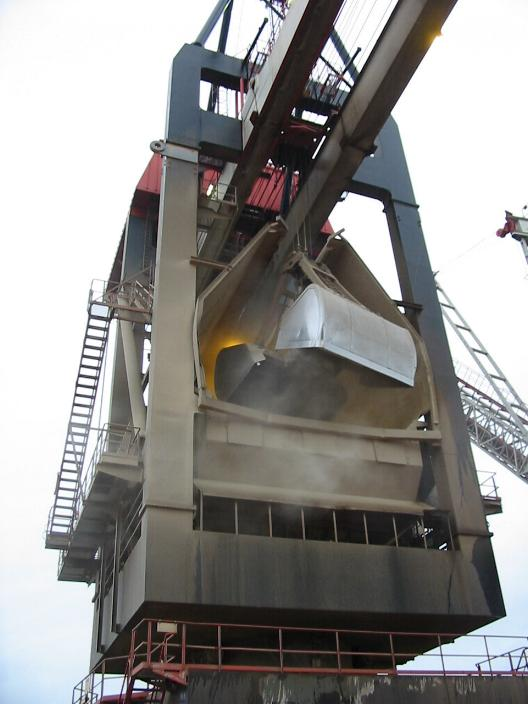
... qui sera déchargé dans une trémie à terre.

### Terminal à passagers

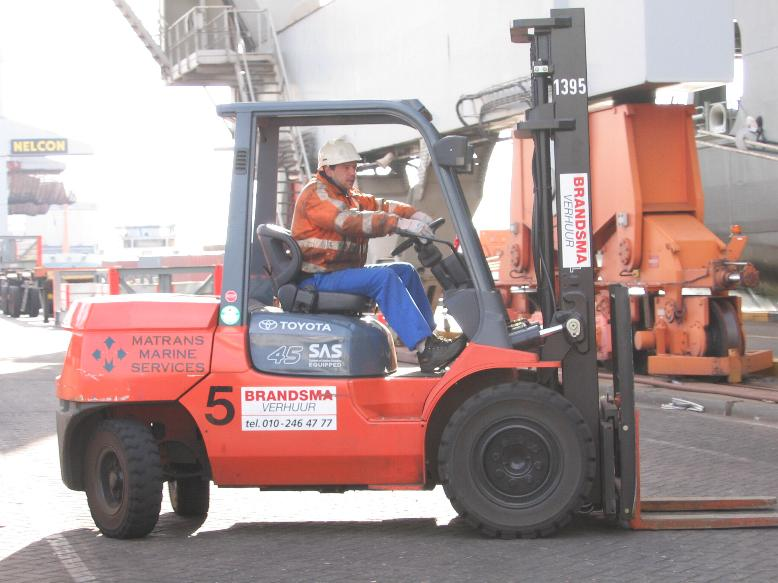
Chariot élévateur à quai

À un terminal de ferrys, les marins du navire s'occupent en général de l'accorage des voitures tandis que le personnel du terminal est chargé de l'accueil des passagers. Des dockers peuvent être impliqués dans le transport des bagages du terminal jusqu'au navire, et pour charger des provisions grâce à des chariots élévateurs.
Pour les paquebots et les navires de croisière en général, la charge de travail est plus élevée, et inclut le chargement / déchargement des bagages et des réserves (alimentation notamment). Les escales ne durant qu'une brève journée, typiquement de 8h à 17h, de grandes équipes interviennent en commun avec le personnel hôtelier et magasinier du navire. Ainsi, pour un paquebot de 2 000 passagers, on comptera : 
- Dans les magasins, une quinzaine de manutentionnaires, cinq conducteurs de chariot et un ou deux contremaîtres, répartis dans les différentes réserves : congélateurs, boissons, fruits & légumes... À terre, quelques caristes amènent les palettes livrées par camion jusque dans le navire grâce à des portes latérales et éventuellement des ascenseurs.
- Pour les bagages, quelques dockers sur le navire assistant l'équipage et surveillant la bande transporteuse, cinq ou six caristes, une vingtaine de manutentionnaires travaillant en entrepôt, et deux ou trois contremaîtres.
- D'autres dockers sont chargés de la sécurité et de la circulation sur le quai, ainsi que des relations avec les hôtes d'accueil, des agents de sécurité, des transporteurs...
- Si un service de stationnement est proposé sur le port, une quinzaine de chauffeurs conduisent les voitures des passagers du terminal au parking. Ils sont encadrés par un contremaître ; un conducteur de fourgon les ramène au terminal.

Pendant le déchargement, les bagages sont acheminés par l'équipage jusqu'à une bande transporteuse faisant le lien avec le quai. Les bagages sont placés dans des cages et transportés par chariot élévateur jusque dans un entrepôt où ils sont disposés selon le pont ou la zone du navire de la cabine associée. Les passagers peuvent ainsi récupérer leurs bagages, assistés de porteurs. Pour le chargement des bagages, ceux-ci doivent passer par des contrôles de sécurité, puis sont triés par pont ou par zone du navire avant d'être transportés sur le navire[réf. souhaitée].

### Divers
Les dockers s'occupent également du chargement et de l'accorage sur les cargos polyvalents.

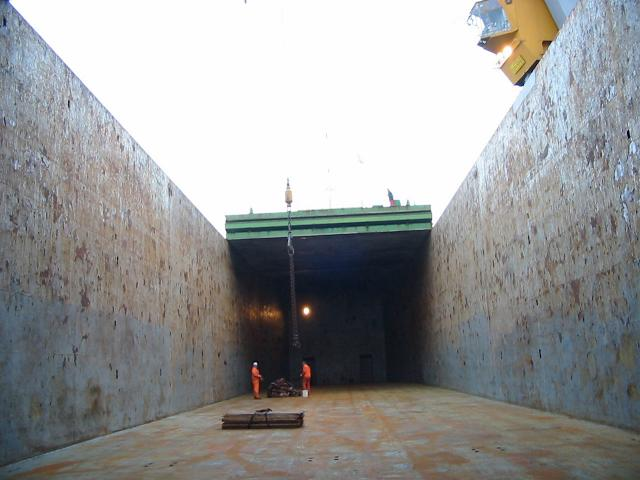
Placement de supports en bois au fond de la cale.
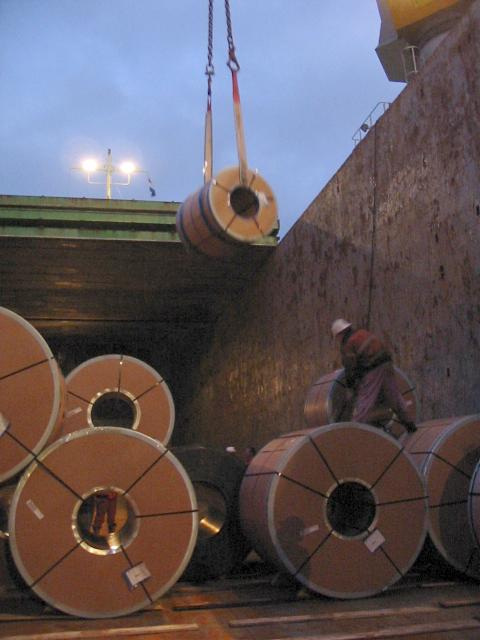
Chargement de rouleaux de papier par une grue.
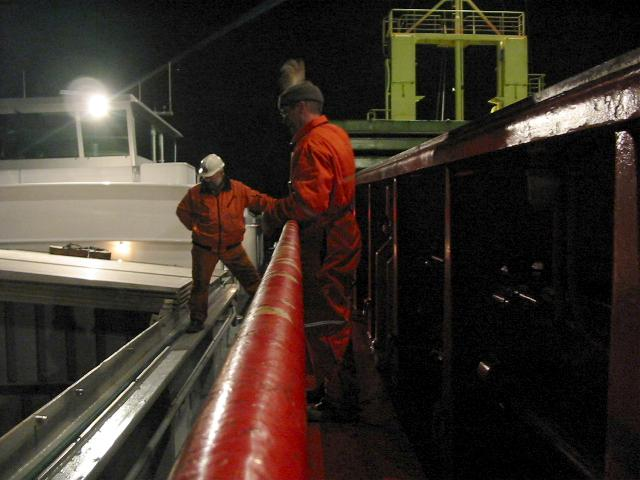
Un signaleur guide le grutier et assure la sécurité.
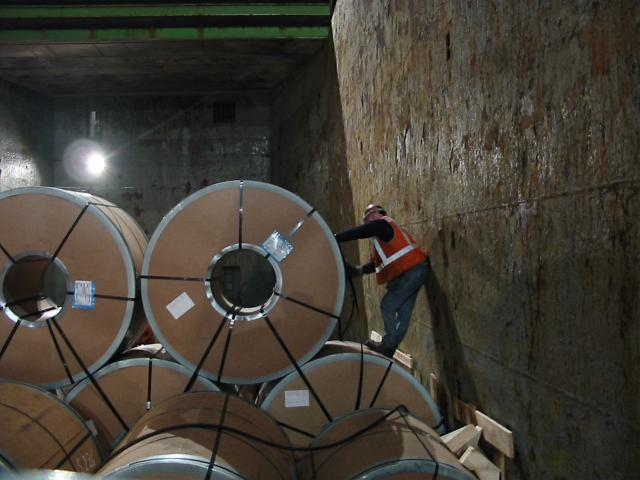
Accorage des rouleaux pour qu'ils ne se déplacent pas durant le voyage.

## Tâches
Les tâches varient suivant la nature de la cargaison et du navire : 
- Sur les transporteurs de voitures, les dockers conduisent les véhicules dans le navire, et sont guidés afin d'utiliser l'espace de façon optimale ; il faut ensuite saisir les véhicules, soit avec des sangles pour les voitures, soit avec des chaînes pour les poids lourds.
- Sur les porte-conteneurs, les conteneurs sont déposés par une grue, puis saisis par des barres métalliques.
- Sur les navires de croisières, les dockers embarquent les bagages des passagers ainsi que les provisions, souvent pour des croisières de plusieurs semaines pour plusieurs milliers de personnes. Les provisions sont chargées sur des palettes grâce à des chariots élévateurs, puis transportées à la main jusqu'aux salles d'entrepôt du navire.
- Les vraquiers ont besoin de moins de personnel, essentiellement pour manœuvrer les grues. Pour le vrac de type charbon, etc. des dockers en cale doivent faire descendre le vrac qui s'accumule le long des parois en colonnes (on parle de "couteaux") à l'aide de longues perches. C'est une opération délicate et dangereuse qui demande beaucoup d'attention et de savoir-faire. En fin d'opération, on réunit ce qu'il reste à décharger en cale à l'aide de petits bulldozers au centre du plateau (le "panneau" de cale, couvercle qui recouvre celle-ci, est plus petit que la cale elle-même. Le portique (=grue) n'en peut donc atteindre les coins). L'ultime étape d'un chargement-déchargement de ce type de vraquier est le nettoyage des ponts à la lance à incendie (opéré par les dockers)[réf. souhaitée].

## Différences de gestion
Dans certains pays comme au Royaume-Uni par exemple, les dockers font également partie de l'équipe qui s'occupe de l'amarrage des navires, ce, en coopération avec les équipes spécialisées dans le lamanage, chose qui n'est pas de rigueur en France sauf pour le port de Cherbourg, où le lamanage est effectué par les dockers[réf. souhaitée].

### Filmographie
- Dockers à Saint-Nazaire, film documentaire de Bruno Raymond-Damasio, 2012 (90 min). - Production : La Mandarine
- Paroles de dockers, documentaire de Jean-François Debienne en 2003, réalisé à l'occasion des 100 ans de la CGT Dockers à Marseille.
- Les Dockers de Liverpool (The Flickering Flame), documentaire politique long-métrage réalisé par Ken Loach en 1997, portant sur le licenciement de 500 dockers ayant refusé de franchir un piquet de grève à Liverpool en 1995.
- Le Rendez-vous des quais, long-métrage de fiction réalisé par Paul Carpita en 1954, reconstituant la grève des dockers de Marseille en 1950, lorsqu'ils refusèrent d'embarquer des armes pour l'Indochine. Le film fut violemment censuré par l'État français et cru perdu, puis retrouvé en 1988.
- Sur les quais (On the waterfront), film de Elia Kazan avec Marlon Brando, 1954.
- De Grâce, mini série télévisée en 6 épisodes réalisée par Vincent Maël Cardona